# Обтре
Обтре́ (фр. Obtrée) — коммуна во Франции, находится в регионе Бургундия. Департамент коммуны — Кот-д’Ор. Входит в состав кантона Шатийон-сюр-Сен. Округ коммуны — Монбар.
Код INSEE коммуны — 21465.

## Население
Население коммуны на 2010 год составляло 74 человека.
| 1962 | 1968 | 1975 | 1982 | 1990 | 1999 | 2010 |
| ---- | ---- | ---- | ---- | ---- | ---- | ---- |
| 86   | 87   | 83   | 85   | 85   | 89   | 74   |

## Экономика
В 2010 году среди 45 человек трудоспособного возраста (15—64 лет) 39 были экономически активными, 6 — неактивными (показатель активности — 86,7 %, в 1999 году было 68,9 %). Из 39 активных жителей работали 35 человек (20 мужчин и 15 женщин), безработных было 4 (2 мужчин и 2 женщины). Среди 6 неактивных 2 человека были учениками или студентами, 3 — пенсионерами, 1 был неактивным по другим причинам.